# فرد ميدلتون
فرد ميدلتون (بالإنجليزية: Fred Middleton)‏ (2 فبراير 1930 في المملكة المتحدة - 8 أبريل 2016) هو لاعب كرة قدم بريطاني في مركز نصف الجناح. لعب مع نيوكاسل يونايتد ولينكولن سيتي أف سي وSkegness Town A.F.C. ‏.